# Calgary Sun
The Calgary Sun est un journal canadien de langue anglaise publié à Calgary (Alberta).
Il appartient à Postmedia Network qui publie aussi le Calgary Herald et le National Post.
Son principal actionnaire est le fonds américain Chatham Asset Management.

## Histoire
Publié pour la première fois en 1980, le quotidien de format tabloïd remplaçait le journal grand format The Albertan.
Le journal, tout comme la plupart de ceux dans la chaîne de Sun Media, est connu pour ses articles courts et accrocheurs visant principalement des lecteurs de la classe ouvrière. Le format du Sun s'inspire en partie des tabloïds britanniques.
Le journal publie quotidiennement une "Sunshine Girl", une photo glamour d'une mannequin amateure, habituellement habillée en bikini. Cette idée est également empruntée aux journaux britanniques, bien qu'en accord avec les normes morales canadiennes, aucune nudité n'est permise et les mannequins doivent avoir au moins 18 ans (contrairement aux tabloïds britanniques qui permettaient à une certaine époque des mannequins nues âgées de 16 ans ; cet âge limite a toutefois récemment été haussé à 18 ans). D'abord placé en troisième page (tout comme le format britannique), la direction du Sun décida au début des années 1990 de déplacer cette "rubrique" vers la section des sports ; ils sentaient que la photo minait la capacité du journal à présenter des nouvelles d'actualités sérieuses en première section. Cette décision fut subséquemment imitée par les autres journaux Sun au Canada. Le Calgary Sun a tenté à plusieurs reprises d'abandonner entièrement les Sunshine Girl, et a occasionnellement publié des numéros d'essai sans Sunshine Girl ; toutefois, la popularité de cette photo auprès des lecteurs demeure élevée et le journal reçoit de nombreuses plaintes chaque fois que la photo a été omise. Le journal publiait également une photo Sunshine Boy de façon régulière, mais cette pratique a été abandonnée.
Le journal ne cherche aucunement à cacher ses positions politiques conservatrices et fut un opposant féroce au gouvernement libéral avant sa défaite en 2006, bien qu'il emploie un bon nombre de chroniqueurs à tendance plutôt libérale. Cette position était bien en évidence suivant l'assermentation de Stephen Harper et la controverse sur la question de ses nominations au cabinet. Tandis que plusieurs journaux libéraux et même certains conservateurs ont rondement critiqué Harper, le Calgary Sun préconisait "d'attendre pour voir" ; un éditorial publié deux jours après les nominations visait à rappeler aux lecteurs la corruption du gouvernement précédent.
Il appartient à Postmedia Network depuis le rachat de Sun Media, anciennement filiale de Québecor.
Pendant plusieurs années, le Sun publiait également un hebdomadaire local populaire, The Calgary Mirror, qui faisait la couverture des nouvelles communautaires. Cette publication fut arrêtée (après près de 50 ans) en 2001. Elle fut suivie par FYI Calgary In-Print, un journal hebdomadaire gratuit visant à être l'équivalent papier du site web du Sun, FYI Calgary. Le nouvel hebdomadaire n'accrocha ni lecteurs ni publicitaires et fut abandonné en mai 2001 ; le site web abandonna le concept FYI l'année suivante et se rebaptisa Calgarysun.com.
The Calgary Sun est l'un de deux journaux quotidiens desservant la région de Calgary, l'autre étant le Calgary Herald.